# 古川惠實子
古川惠實子（日語：古川 恵実子，1979年10月4日—），日本女藝人、DJ。出身於神奈川縣。身高160cm。B型血。

## 來歷、人物
1992年從New Momoco Grand Prix中選上。其後開始從事廣告、寫真偶像的活動。當時所屬的經紀公司是Office Palette。
2010年3月為止擔任過bayfm的廣播主持人。

## 演出

### 電視節目
- 不再流淚（日语：もう涙は見せない）（富士電視台）
- （NHK） －矢島由紀子
- Break Out（日语：ブレイクアウト）（朝日電視台）
- 愛的110號（日语：愛の110番）（MBS）－原里奈
- 鐵腕偵探露寶達（朝日電視台）－霞
- （富士電視台）－

### 廣播節目
- ON8（日语：ON8+1）（bayfm）2005年4月－2010年3月
- BAY LINE 7300（日语：BAY LINE 7300）（bayfm）
- EVER POP（bayfm）
- 安倍夏美 （bayfm）單元2009年4月－2010年3月

### 電影
- BUGS

### 單曲CD
- （1993年6月16日，東芝EMI）日本電視台綜藝節目《莫古莫古貢博（日语：モグモグGOMBO）》片尾主題曲

### 寫真集
- Libré:Ingénu fantaisie：古川惠實子寫真集（竹內彩（日语：竹内彩 (写真家)）攝影，LEED社（日语：リイド社））

### 配音
- 藍色恐懼[1]
- efficace 對你的這種感覺…（日语：エフィカス この想いを君に…）（深見柊子）

### 廣告
- KIKUCHIOPTICAL（日语：キクチメガネ）（1994年）
- JustSystems（日语：ジャストシステム）『JUSTNET』（1996年）
- GAME BANK『ABE a GOGO』（1997年）
- 卡樂B『夏POTATO』

### 遊戲軟體
- （1997年，SadaSoft）－Sega Saturn發行遊戲。

## 外部連結
- bayfm公式官網 （日語）